# Cyclisme aux Jeux asiatiques
Le cyclisme est l'un des sports présents aux Jeux asiatiques. Il fait partie du programme depuis la première édition en 1951. Seuls les Jeux de 1954 n'incluent pas le cycliste à leur programme.

## Éditions
| Jeux  | Année | Ville hôte        | Pays hôte    | Meilleure nation |
| ----- | ----- | ----------------- | ------------ | ---------------- |
| I     | 1951  | New Delhi         | Inde         | Japon            |
| III   | 1958  | Tokyo             | Japon        |                  |
| IV    | 1962  | Jakarta           | Indonésie    | Indonésie        |
| V     | 1966  | Bangkok           | Thaïlande    |                  |
| VI    | 1970  | Bangkok           | Thaïlande    | Japon            |
| VII   | 1974  | Téhéran           | Iran         | Japon            |
| VIII  | 1978  | Bangkok           | Thaïlande    | Japon            |
| IX    | 1982  | New Delhi         | Inde         | Japon            |
| X     | 1986  | Séoul             | Corée du Sud | Japon            |
| XI    | 1990  | Beijing           | Chine        | Chine            |
| XII   | 1994  | Hiroshima         | Japon        | Chine            |
| XIII  | 1998  | Bangkok           | Thaïlande    | Chine            |
| XIV   | 2002  | Busan             | Corée du Sud | Chine            |
| XV    | 2006  | Doha              | Qatar        | Chine            |
| XVI   | 2010  | Guangzhou         | Chine        | Chine            |
| XVII  | 2014  | Incheon           | Corée du Sud | Chine            |
| XVIII | 2018  | Jakarta-Palembang | Indonésie    | Chine            |

## Épreuves

### BMX
| Épreuve          | 51 | 58 | 62 | 66 | 70 | 74 | 78 | 82 | 86 | 90 | 94 | 98 | 02 | 06 | 10 | 14 | Années |
| ---------------- | -- | -- | -- | -- | -- | -- | -- | -- | -- | -- | -- | -- | -- | -- | -- | -- | ------ |
|                  |    |    |    |    |    |    |    |    |    |    |    |    |    |    |    |    |        |
| Course masculine |    |    |    |    |    |    |    |    |    |    |    |    |    |    | X  | X  | 2      |
| Course féminine  |    |    |    |    |    |    |    |    |    |    |    |    |    |    | X  | X  | 2      |
|                  |    |    |    |    |    |    |    |    |    |    |    |    |    |    |    |    |        |
| Total            | 0  | 0  | 0  | 0  | 0  | 0  | 0  | 0  | 0  | 0  | 0  | 0  | 0  | 0  | 2  | 2  |        |

### VTT
| Épreuve              | 51 | 58 | 62 | 66 | 70 | 74 | 78 | 82 | 86 | 90 | 94 | 98 | 02 | 06 | 10 | 14 | Années |
| -------------------- | -- | -- | -- | -- | -- | -- | -- | -- | -- | -- | -- | -- | -- | -- | -- | -- | ------ |
|                      |    |    |    |    |    |    |    |    |    |    |    |    |    |    |    |    |        |
| Cross-country hommes |    |    |    |    |    |    |    |    |    |    |    | X  | X  |    | X  | X  | 4      |
| Descente hommes      |    |    |    |    |    |    |    |    |    |    |    | X  | X  |    |    |    | 2      |
| Cross-country femmes |    |    |    |    |    |    |    |    |    |    |    | X  | X  |    | X  | X  | 4      |
| Descente femmes      |    |    |    |    |    |    |    |    |    |    |    | X  | X  |    |    |    | 2      |
|                      |    |    |    |    |    |    |    |    |    |    |    |    |    |    |    |    |        |
| Total                | 0  | 0  | 0  | 0  | 0  | 0  | 0  | 0  | 0  | 0  | 0  | 4  | 4  | 0  | 2  | 2  |        |

### Route
| Épreuve                               | 51 | 58 | 62 | 66 | 70 | 74 | 78 | 82 | 86 | 90 | 94 | 98 | 02 | 06 | 10 | 14 | Années |
| ------------------------------------- | -- | -- | -- | -- | -- | -- | -- | -- | -- | -- | -- | -- | -- | -- | -- | -- | ------ |
|                                       |    |    |    |    |    |    |    |    |    |    |    |    |    |    |    |    |        |
| Course en ligne masculine             | X  | X  | X  | X  | X  | X  | X  | X  | X  | X  | X  | X  | X  | X  | X  | X  | 16     |
| Course en ligne masculine open        |    |    | X  |    |    |    |    |    |    |    |    |    |    |    |    |    | 1      |
| Contre-la-montre masculin             |    |    |    |    |    |    |    |    |    |    |    | X  | X  | X  | X  | X  | 5      |
| Course par équipes masculine          |    | X  | X  | X  | X  |    |    |    |    |    |    |    |    |    |    |    | 4      |
| Contre-la-montre par équipes masculin |    |    | X  | X  | X  | X  | X  | X  | X  | X  | X  |    |    | X  |    |    | 10     |
| Course en ligne féminine              |    |    |    |    |    |    |    |    | X  | X  | X  | X  | X  | X  | X  | X  | 8      |
| Contre-la-montre féminin              |    |    |    |    |    |    |    |    |    |    |    | X  | X  | X  | X  | X  | 5      |
|                                       |    |    |    |    |    |    |    |    |    |    |    |    |    |    |    |    |        |
| Total                                 | 1  | 2  | 4  | 3  | 3  | 2  | 2  | 2  | 3  | 3  | 3  | 4  | 4  | 5  | 4  | 4  |        |

### Piste
| Épreuve                             | 51 | 58 | 62 | 66 | 70 | 74 | 78 | 82 | 86 | 90 | 94 | 98 | 02 | 06 | 10 | 14 | Années |
| ----------------------------------- | -- | -- | -- | -- | -- | -- | -- | -- | -- | -- | -- | -- | -- | -- | -- | -- | ------ |
|                                     |    |    |    |    |    |    |    |    |    |    |    |    |    |    |    |    |        |
| Vitesse hommes                      | X  | X  |    |    |    | X  | X  | X  | X  | X  | X  | X  | X  | X  | X  | X  | 13     |
| Kilomètre hommes                    | X  | X  |    | X  | X  | X  | X  | X  | X  | X  | X  | X  | X  | X  |    |    | 13     |
| Keirin hommes                       |    |    |    |    |    |    |    |    |    |    |    |    | X  | X  | X  | X  | 4      |
| Poursuite individuelle hommes       |    |    |    | X  | X  | X  | X  | X  | X  | X  | X  | X  | X  | X  | X  |    | 12     |
| Course aux points hommes            |    |    |    |    |    |    |    | X  | X  | X  | X  | X  | X  | X  | X  |    | 8      |
| 800 mètres départ groupé hommes     |    |    |    | X  | X  |    |    |    |    |    |    |    |    |    |    |    | 2      |
| 1600 mètres départ groupé hommes    |    |    |    | X  | X  |    |    |    |    |    |    |    |    |    |    |    | 2      |
| 4800 mètres départ groupé hommes    |    |    |    | X  | X  |    |    |    |    |    |    |    |    |    |    |    | 2      |
| 10 km départ groupé hommes          |    |    |    | X  | X  |    |    |    |    |    |    |    |    |    |    |    | 2      |
| Omnium hommes                       |    |    |    |    |    |    |    |    |    |    |    |    |    |    |    | X  | 1      |
| Tandem hommes                       |    | X  |    |    |    |    |    |    |    |    |    |    |    |    |    |    | 1      |
| Américaine hommes                   |    |    |    |    |    |    |    |    |    |    |    |    | X  | X  |    |    | 2      |
| Vitesse par équipes hommes          |    |    |    |    |    |    |    |    |    |    |    |    | X  | X  | X  | X  | 4      |
| Poursuite par équipes hommes        | X  | X  |    | X  | X  | X  | X  | X  | X  | X  | X  | X  | X  | X  | X  | X  | 15     |
| Contre-la-montre par équipes hommes |    |    |    | X  | X  |    |    |    |    |    |    |    |    |    |    |    | 2      |
| Vitesse femmes                      |    |    |    |    |    |    |    |    | X  | X  | X  | X  | X  | X  | X  | X  | 8      |
| 500 mètres femmes                   |    |    |    |    |    |    |    |    |    | X  |    |    | X  | X  | X  |    | 4      |
| Keirin femmes                       |    |    |    |    |    |    |    |    |    |    |    |    |    |    |    | X  | 1      |
| Poursuite individuelle femmes       |    |    |    |    |    |    |    |    |    | X  | X  | X  | X  | X  | X  |    | 6      |
| Course aux points femmes            |    |    |    |    |    |    |    |    |    |    |    |    | X  | X  | X  |    | 3      |
| Omnium femmes                       |    |    |    |    |    |    |    |    |    |    |    |    |    |    |    | X  | 1      |
| Vitesse par équipes femmes          |    |    |    |    |    |    |    |    |    |    |    |    |    |    |    | X  | 1      |
| Poursuite par équipes femmes        |    |    |    |    |    |    |    |    |    |    |    |    |    |    |    | X  | 1      |
|                                     |    |    |    |    |    |    |    |    |    |    |    |    |    |    |    |    |        |
| Total                               | 3  | 4  | 0  | 8  | 8  | 4  | 4  | 5  | 6  | 8  | 7  | 7  | 12 | 12 | 10 | 10 |        |

## Tableau des médailles
| Rang  | Nation         | Or  | Argent | Bronze | Total |
| ----- | -------------- | --- | ------ | ------ | ----- |
| 1     | Japon          | 52  | 52     | 25     | 129   |
| 2     | Chine          | 39  | 31     | 34     | 104   |
| 3     | Corée du Sud   | 33  | 30     | 39     | 102   |
| 4     | Thaïlande      | 14  | 10     | 7      | 31    |
| 5     | Kazakhstan     | 9   | 8      | 4      | 21    |
| 6     | Hong Kong      | 9   | 5      | 7      | 21    |
| 7     | Iran           | 5   | 10     | 14     | 29    |
| 8     | Indonésie      | 3   | 4      | 4      | 11    |
| 9     | Malaisie       | 3   | 5      | 4      | 12    |
| 10    | Taipei chinois | 3   | 3      | 12     | 18    |
| 11    | Ouzbékistan    | 2   | 1      | 1      | 4     |
| 12    | Philippines    | 1   | 2      | 8      | 11    |
| 13    | Kirghizistan   | 0   | 5      | 2      | 7     |
| 14    | Mongolie       | 0   | 2      | 2      | 4     |
| 15    | Pakistan       | 0   | 2      | 1      | 3     |
| 16    | Viêt Nam       | 0   | 1      | 3      | 4     |
| 17    | Inde           | 0   | 1      | 2      | 3     |
| 18    | Irak           | 0   | 1      | 0      | 1     |
| 19    | Sri Lanka      | 0   | 0      | 2      | 2     |
| Total | Total          | 173 | 173    | 171    | 517   |

## Référence
- (en) Cet article est partiellement ou en totalité issu de l’article de Wikipédia en anglais intitulé « Cycling at the Asian Games » (voir la liste des auteurs).